# Magie (surnaturel)
Pour les articles homonymes, voir Magie.
« Magie verte » redirige ici. Pour les autres significations, voir Magie verte (film).
 (décembre 2024).

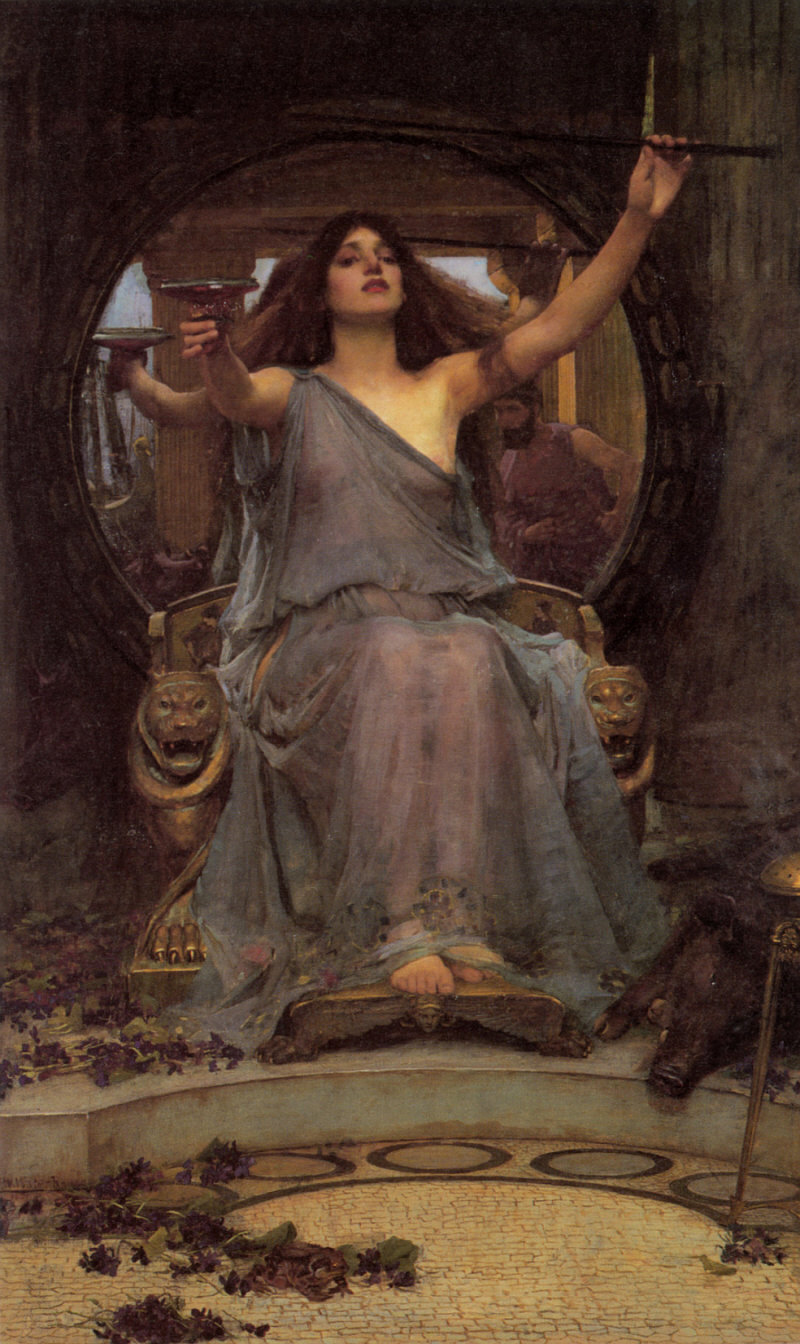
Circé offrant la coupe à Ulysse de John William Waterhouse.

La magie est une pratique fondée sur la croyance en l'existence d'êtres, de pouvoirs et de forces occultes et surnaturels, permettant d'agir sur le monde matériel par le biais de rituels spécifiques.
Les évolutions des connaissances scientifiques dans le monde occidental chrétien depuis la période médiévale, en donnant des explications aux phénomènes naturels, se sont progressivement opposées à la croyance en la magie. Cependant, selon des anthropologues comme Evans-Pritchard, qui décrit la magie chez les Azandé comme une philosophie naturelle associée à une réponse socialement appropriée et culturellement significative au problème de l'inconnu négatif, la croyance en la magie ou sorcellerie n'est pas incompatible avec une appréciation rationnelle de la nature. On peut aussi la décrire comme un ensemble d'activités et de technologies destinées à manipuler des agents et des énergies invisibles ou immatériels, non reconnus par la science.
La distinction entre les pratiques magiques non orthodoxes et les pratiques religieuses légitimes est problématique dans le cas des traditions religieuses comme le bouddhisme ou l'islam qui ne sont pas fondées sur des doctrines et des liturgies hautement codifiées, et n'encouragent donc pas les distinctions entre la prière, l'incantation ou les sortilèges dans la même mesure que le 
christianisme.
Le domaine de la magie en est venu à incorporer des éléments qui, ailleurs, relèveraient de la catégorie de la religion, comme la kabbale (une tradition de la mystique juive considérée comme ésotérique et secrète), le yoga (un ensemble de doctrines spirituelles issu des religions indiennes dharmiques) ou encore le Yi-Jing (ouvrage de divination issu de la cosmologie taoïste) ; de ce fait, les approches ethnologiques contemporaines tendent à utiliser le terme de pensée magico-religieuse.

## Description

### Étymologie
Le mot français « magie » vient du latin magia, lui-même issu du grec μαγεία / mageía, « religion des mages perses », « sorcellerie ».
Pour remonter plus haut, il faut aller jusqu'en Perse. Le mot maguš, « mage » en vieux-perse, est visible pour la première fois sur une inscription gravée en 515 av. J.-C. à Béhistoun (Perse antique, Iran actuel), sur les exploits de Darius Ier, roi de Perse, qui a renversé en 522 av. J.-C. Gaumâta, un mage mède qui s'est proclamé roi de l'empire perse. « Darius le Roi dit : « Ensuite, il y avait un homme, un Mage, du nom de Gaumâta. » En perse, mag signifie « science, sagesse ». Héraclite (vers 500 av. J.-C.) est le premier à utiliser le mot, en énumérant « les somnambules, les mages (μάγοι), les bacchants [initiés à Dionysos], les ménades [initiées à Dionysos], et les initiés ». Hérodote, vers 420 av. J.-C., précise le sens : « Les tribus mèdes sont : les Bouses, les Parétacènes, les Strouchates, les Arizantes, les Boudiens, les Mages (μάγοι) ». En fait, les Mages forment la caste sacerdotale des Mèdes, comme les Brahmanes sont la caste sacerdotale des Hindous. Certains Mages sont prêtres. Ils ont diverses fonctions : interpréter les songes, pratiquer la divination, sacrifier au Soleil, à la Lune, à la Terre, au Feu, à l'Eau et aux Vents, chanter la théogonie, participer au pouvoir politique, faire des sacrifices royaux, procéder à des rites funéraires. Comme le montre une sculpture de Kizkapan, ils portent un bonnet qui couvre la bouche, ils officient sur un autel du feu. Le mot « mage » existe donc en Occident depuis le Ve siècle av. J.-C.
Vers le milieu du IVe siècle av. J.-C. le mot Mageia (en latin magia) est employé par les Grecs en tant que doctrine issue de la Perse, notamment avec Zoroastre (vers 590 av. J.-C. ?). Parmi les Mages perses (et non plus mèdes), ou prêtres de Zoroastre, les plus célèbres sont : Ostanès le Mage et Hystaspe, qui seraient venus en Occident dès 480 av. J.-C. Ils auraient accompagné Xerxès Ier, roi de Perse, en pleines « guerres médiques », jusqu'à Abdère.
Le latin magus paraît dès 506 au concile d'Agde.
Le mot de « magie » a longtemps évoqué des connotations négatives, associées aux coutumes religieuses exotiques d'un Autre menaçant. Dans un sens ancien, le mot était associé à des pratiques qui étaient étranges parce qu'elles étaient étrangères. Avec le temps, cependant, et en partie à cause de l'influence du christianisme, l'idée de magie s'est attachée à des pratiques spirituelles ou curatives qui, bien qu'issues des sociétés occidentales, étaient classées comme excentriques, illégitimes ou douteuses en raison de leur statut externe ou marginal vis-à-vis de l'orthodoxie religieuse et scientifique. Au début de l'Europe moderne, des connaissances et des pratiques obscures étaient également associées à des groupes marginaux comme les Juifs ou les paysans. Malgré ce changement d'orientation, le concept de magie a conservé son association avec les notions de bizarrerie, de mystère et d'inorthodoxie.

### Définitions

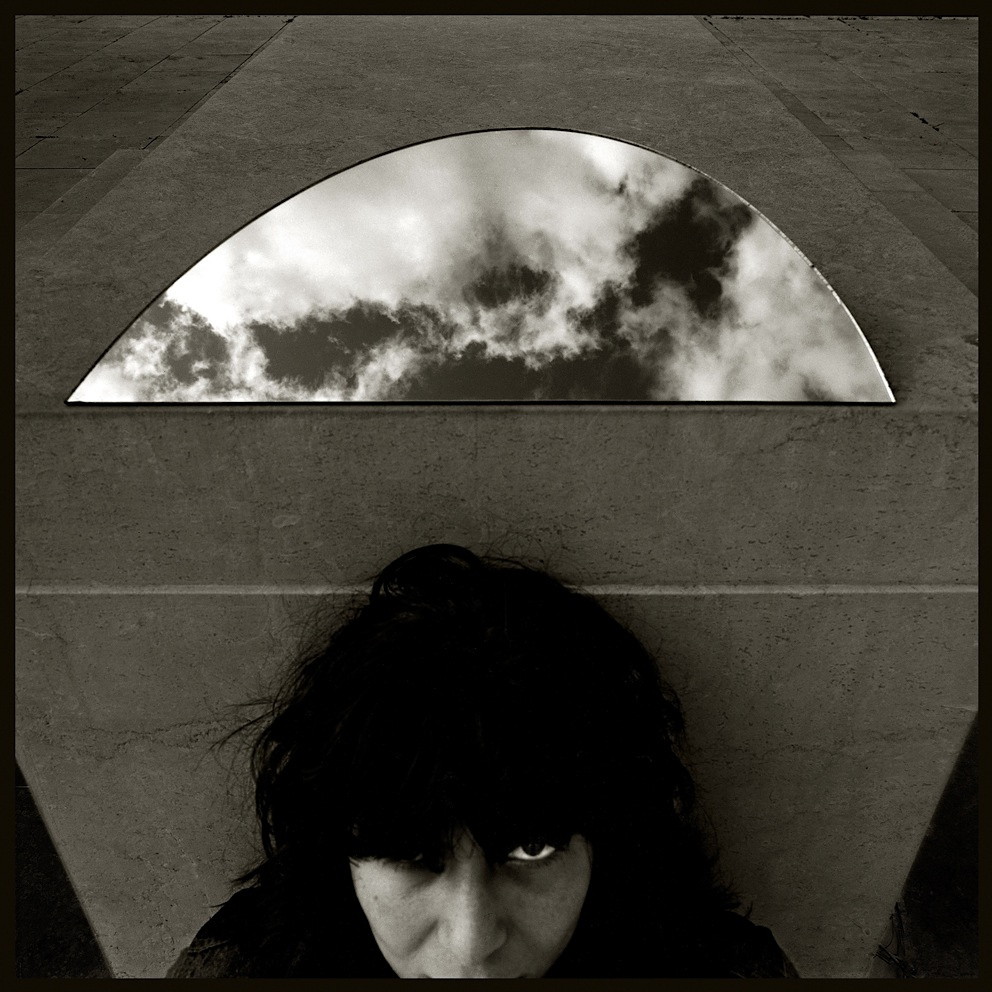
La sorcière de Augusto De Luca, 1980.

Le mot « magie » désigne tantôt une technique (les arts magiques), tantôt des procédés, des opérations, tantôt une action, un effet, mais cela n'est pas si gênant. Par exemple, la magie de Merlin concerne soit l'art magique (art occulte : Merlin connaît et pratique des procédés occultes pour produire des effets merveilleux), soit des procédés magiques (techniques occultes : Merlin utilise des formules secrètes), soit des effets magiques (puissances mystérieuses : Merlin rend invisible).
Apulée : « La magie est la science de la piété et du divin […]. Mes adversaires, toutefois, peuvent adopter le sens du vulgaire, selon lequel le mage, étant en communauté avec les dieux immortels, a le pouvoir de tout faire par la vertu mystérieuse des incantations. »
Helena Blavatsky : « La magie, considérée comme science, est la connaissance des principes et de la voie par laquelle l’omniscience et l’omnipotence de l’Esprit et son contrôle sur les forces de la nature peuvent être acquis par l’individu tandis qu’il est encore dans le corps. Considérée comme art, la magie est l’application de ces connaissances à la pratique. » « La magie est la science de la communication avec les Puissances supra-mondaines éternelles et de leur direction, ainsi que du commandement de celles de ces puissances appartenant aux sphères inférieures ; connaissance pratique des mystères cachés de la nature connus seulement du petit nombre parce qu'il est très difficile de les acquérir sans tomber dans les péchés contre nature. »
Aleister Crowley : « La Magie est la Science et l'Art d'occasionner des Changements en accord avec la Volonté. »
Papus : « La Magie est l'étude et la pratique du maniement des forces secrètes de la nature. »
Pierre A. Riffard : « La magie est l'action efficace sur un objet réel ou mental, par la parole, le geste, l'image ou la pensée, indépendamment des catégories de l'être (espace, temps, causalité), mais conformément à des correspondances soit analogiques [par exemple, rouge = le fer, le mardi] soit mécaniques [rouge → excitation, mûrissement]. »
Définition du dictionnaire Hachette : « Science occulte qui permet d'obtenir des effets merveilleux à l'aide de moyens surnaturels. » L'idée de magie requiert d'admettre l'existence de forces surnaturelles et secrètes, contraindre les puissances du ciel ou de la nature, recourir à des moyens d'action qui ne sont ni religieux ni techniques mais occultes.
Mage, magicien, magiste y sont distingués.
1. Le mage est un sage, qui connaît les secrets de la nature (les rois mages).
2. Le magicien est un praticien, il réalise des merveilles ; dans les années 1760, on disait le comte de Saint-Germain magicien, car, soi-disant, il vivait depuis l'époque de Jésus, ne mangeait pas, créait des pierres précieuses, faisait disparaître les taches des diamants, transmutait les métaux en or…
3. Le magiste est un sage praticien, il est à la fois savant comme le mage et habile comme le magicien ; au XIXe siècle, on considérait Helena Blavatsky et Papus comme des magistes.
4. Le sorcier (en anglais sorcerer) cherche à faire du mal, par diverses techniques magiques. « La puissance du magicien est merveilleuse, celle du sorcier diabolique et infernale »[24].
5. Le mage noir (en anglais witch) nuirait par lui-même, du fait de sa présence ou de ses pouvoirs supposés maléfiques[25].

D'autres personnes font des « miracles », mais autrement. Le prestidigitateur et le fakir utilisent l'illusion ; le médium et le prodige ont un don ; le saint et le mystique comptent sur Dieu.

### Principes théoriques de l’action magique
La magie orientale — mésopotamienne, iranienne, égyptienne  — explique ses effets par l'archétype, le modèle divin ou cosmogonique. À ses yeux, pour agir magiquement, il faut faire comme font les dieux ou faire comme ce fut à l'origine. Les dieux sont des exemples, des créateurs, des tout-puissants, les origines sont des moments forts, ils concentrent des puissances idéales, des possibilités. C'est donc magique, par identification, analogie. On lit souvent sur les papyrus égyptiens ou gréco-égyptiens : « Je suis Isis », « Je suis Osiris ».
Bôlos de Mendès, le premier des occultistes, explique la magie par les « sympathies et antipathies » et par les « vertus occultes ». D'après lui, la salamandre et le feu sont en sympathie, le coq et le lion en antipathie, en inimitié ; la dépouille d'un serpent a la propriété merveilleuse de favoriser les menstrues.
Pic de la Mirandole, en néoplatonicien, explique la magie par l'amour. « Les merveilles de l'art magique ne s'accomplissent que par l'union et l'actualisation des choses qui sont latentes ou séparées dans la nature. […] Faire de la magie n'est pas autre chose que marier le monde (Magicam operari non est aliud quam maritare mundum) ». Tout comme le vigneron fait une greffe de la vigne, le magicien lie l'inférieur au supérieur, le matériel au divin, sur le plan du caché, du latent, du séminal. Pour faire un talisman, il faut lier le signe gravé ou inscrit à un esprit planétaire, à un des sefirot de l'arbre des kabbalistes.
Paracelse explique la magie par l'astral, aussi bien l'Esprit sidéral que le corps astral (corpus sidereum), d'autre part il explique par la volonté et l'imagination du mage. « L'Esprit sidéral » est la lumière répandue dans notre esprit autant que la Raison universelle. « Même les choses insensibles, les plantes, les graines, les fruits, les pierres, etc., tout a un corps astral », celui-ci est un « aimant » qui attire « les influx sidéraux », un « moteur » qui donne vie et esprit au corps élémentaire. Le mage sait capter et diriger « les forces célestes », « les puissances astrales » dans les objets terrestres, mais aussi utiliser les images, les lettres, les chiffres, les mots, les sons. La pensée de Paracelse reste toutefois difficile à appréhender.
Agrippa de Nettesheim, Giambattista Della Porta, Swedenborg, la majorité des auteurs expliquent la magie par les analogies et correspondances pour le côté abstrait, par les liens ou les déliements pour le côté concret. C'est la fameuse notion de « ligature » (serrer un lien, faire un nœud). On a là une idée magique de tous temps et pour tous lieux. Exemple : il y a, selon le magicien, analogie, ressemblance, métaphore, apparentement entre l'amour et un lien, un nœud, un enchaînement, donc, pour créer un amour de façon magique, le magicien fera un nœud. L'analogie créera le lien. Recette du IVe siècle : « Charme étonnant pour lier une femme aimée. Fais 365 nœuds. » Recette de 1997 : « Pour attirer l'amour. Dans un ruban rouge, vous aurez écrit vos deux noms avec le sang de l'un des deux. Liez le ruban de manière à faire joindre les noms ». L'action magique transfère à deux personnes le pouvoir qu'a le nœud sur deux cordes, celui d'unir, de rapprocher. Un mage d'une part scrute, connaît, d'autre part manipule, transfère les équivalences symboliques.
Franz Anton Mesmer (1766) et tout le mouvement du magnétisme animal expliquent par un « fluide magnétique universel », ou plus prosaïquement par l'électromagnétisme.
Éliphas Lévi explique par la volonté. « Savoir, oser, vouloir, se taire, voilà les quatre verbes du mage […]. Vouloir, vouloir longtemps, vouloir toujours, mais ne jamais rien convoiter, tel est le secret de la force ; et c'est cet arcane magique que le Tasse met en action dans la personne des deux chevaliers qui viennent délivrer Renaud et détruire les enchantements d'Armide. […] Ce qui rendait Jeanne d'Arc toujours victorieuse, c'était le prestige de sa foi. »
Frazer, ethnologue anglais, explique par les associations d'idées. « Les hommes confondent l'ordre de leurs idées avec l'ordre de la nature, et, dès lors, imaginent que le contrôle qu'ils exercent ou semblent exercer sur leurs pensées les autorise à pratiquer un contrôle correspondant sur les choses. » Frazer distingue, dans son analyse de la magie, trois lois, qui marchent par associations (similitude, contiguïté, contrariété). Première loi, la similitude, la sympathie par imitation : « Tout semblable appelle le semblable, ou un effet est similaire à sa cause » ; par exemple, la technique d'envoûtement consiste à percer d'une aiguille une poupée imitant la personne que l'on veut blesser. Deuxième loi, la contiguïté, la sympathie par contact, la contagion : « Les choses qui ont été une fois en contact continuent d'agir l'une sur l'autre, alors même que ce contact a cessé » ; par exemple, un magicien peut blesser une personne en piquant les empreintes de pas laissées par cette personne. Troisième loi : « le contraire agit sur le contraire » ; par exemple, pour contrecarrer une blessure, on peut susciter son contraire sous forme d'une image de cicatrisation.
Mikhaël Aïvanhov, un maître spirituel bulgare, explique par l'aura. « Être un mage, c'est créer. Le mage véritable est entouré d'un cercle de lumière, son aura, ce halo de lumière invisible qui émane de lui et qu'il a formé grâce à son travail spirituel et à la pratique des vertus. Pour créer, le mage utilise les mêmes moyens que Dieu Lui-même : il projette une image ou prononce un mot qui traverse son aura, et c'est l'aura qui fournit la matière pour la manifestation. » Il existe « trois grandes lois magiques : 1) la loi d'enregistrement, 2) la loi d'affinité, 3) la loi du choc en retour ».
Alexandra David-Neel fournit un compte rendu des croyances mystiques tibétaines, et son livre Magic and Mystery in Tibet considéré comme une enquête ethnographique sur le paranormal. Dans la préface de l'édition 1965 du livre, David-Neel a attiré l'attention sur les difficultés liées à la classification de phénomènes extraordinaires dans différents contextes culturels lorsqu'elle a écrit que : « [...] les Tibétains ne croient pas aux miracles, c'est-à-dire aux événements surnaturels. Ils considèrent les faits extraordinaires qui nous étonnent comme le travail d'énergies naturelles qui entrent en action dans des circonstances exceptionnelles, ou par l'habileté de quelqu'un qui sait les libérer, ou, parfois, par l'intermédiaire d'un individu qui, sans le savoir, contient en son sein. lui-même les éléments susceptibles de déplacer certains mécanismes matériels ou mentaux qui produisent des phénomènes extraordinaires. »
[style à revoir]
David Rouach explique l’efficacité des pratiques magiques par les quatre analogies qui existent avec le fonctionnement médical: le patient et son environnement doivent croire à l’efficacité de la magie qui tient au fait que la souffrance est conforme aux mythes et aux énoncés de leur propre culture. Il existe un phénomène de transfert dans lequel les émotions, les expériences et les attentes se projettent sur le thérapeute; la suggestion dans la pratique magique est un outil thérapeutique capable d’influencer les pensées et les comportements du demandeur

## Fonctionnement
Chaque tradition ou culture possède ses propres définitions des catégories magiques.

### Intention: magie noire, magie blanche
Déjà saint Augustin distingue dans la magie une forme « plus détestable », la goétie (sorcellerie), et une forme « plus honorable », la théurgie. Depuis la fin du Moyen Âge, vers 1450, les savants posent la distinction entre deux sortes de pratiques, en fonction de leurs buts moraux : la magie noire (« nigromancie ») et la magie blanche (« mageia »). Auparavant, on voyait dans chaque magie du mal et du bien. Les statuts de Narbonne (1638) exposent la séquence suivante, décroissante en valeur : magiciens, devins, enchanteurs, sorciers.
- La magie noire a des effets négatifs du fait même du magicien, de sa personne, et la sorcellerie a des buts consciemment maléfiques et des moyens intentionnellement négatifs (« diabolisme »). Les mages noirs et les sorciers passent pour être néfastes à la société, ils empoisonnent, ensorcellent, lancent des imprécations, invoquent des diables ou démons[39], utilisent des figurines d'envoûtement, nouent l'aiguillette (ils provoquent l'impuissance sexuelle), provoquent des sécheresses ou des orages, etc. Également pour faire du mal à autrui, se venger, pour des sortilèges d'amour, pour atteindre l'immortalité, améliorer sa santé ou communiquer avec les morts. En 1317, l'évêque Hugues Géraud de Cahors fut condamné au bûcher car il avait essayé de tuer le pape Jean XXII avec des images de cire. Dans la culture occidentale , la couleur noire est symbole de ténèbres, de morts, de tristesse, de vide et d’obscurité.
- La magie blanche, elle, concerne une utilisation de la magie à des fins altruistes, ou préventives (« magie bleue »), avec des moyens presque toujours positifs, bénéfiques. Elle guérit, protège, exorcise, renforce, réconcilie… Elle invoque les « esprits bons », Dieu… et pas les mauvais démons. Dans la culture occidentale, la couleur blanche symbolise la pureté, l'innocence, la paix et la justice.

La distinction magie noire/magie blanche recoupe presque la distinction entre magie du mal et magie du bien, entre magie illicite (ars prohibita) et magie licite, mais aussi la distinction entre magie diabolique (qui repose sur l'aide de mauvais démons) et magie naturelle (reposant sur un agencement adéquat des causes physiques). J. Pic de la Mirandole dit sur cette dernière distinction : « Il y a une double magie. L'une relève tout entière de l'activité et de l'autorité des démons […]. L'autre n'est rien d'autre que l'achèvement absolu de la philosophie de la nature (exacta et absoluta cognitio omnium rerum naturalium) ».
Selon la Bible satanique, il n'existe pas deux formes de magies : la magie n'est pas manichéenne avec une bonne et l'autre non. Selon Anton Szandor LaVey il n'existe qu'une seule magie mais plusieurs manières de s'en servir : ainsi, certains s'en serviront pour punir et d'autres pour guérir.
- La magie rouge fait son apparition — du moins le terme — vers 1840[41]. La plupart des définitions de la magie rouge l'associent à la sexualité, à l'amour, à la séduction et au plaisir amoureux ou charnel.
- La magie verte ne concerne que l'ordre naturel végétal (voire animal, si les bêtes sont sauvages).
- La magie bleue désigne parfois toutes les magies de protection.

L'Église Catholique ne fait pas de distinction entre différentes magies, elles sont toutes associées aux démons plus ou moins explicitement.
Au Tibet, la religion Bön et ses adeptes Bön-po, étaient versés dans la magie noire et la magie blanche. La magie noire est un des thèmes du film Milarépa : La Voie du bonheur (Milarepa). Actuellement, les Bön-po ne pratiqueraient plus que la magie blanche.

### Méthode: magie opératoire, magie naturelle
Une deuxième opposition met face à face deux magies, l'une rituelle, l'autre physique : la magie opératoire et la magie naturelle.
Agrippa insiste sur cette distinction.
- La magie rituelle, au niveau le plus simple, est une magie opérative, c'est-à-dire faite d'actes réfléchis et efficients. Il suffit d'émettre un son, de poser un objet près d'un autre… Il faut aussi quelques conditions, dont les plus importantes sont, dit-on, « le respect scrupuleux des règles » et « la force magnétique de l'opérateur », ainsi que le choix de l'heure propice, du lieu consacré, de l'objet approprié. Le rite du cercle magique est célèbre[43],[44]: Le magicien ou la magicienne, avec une épée ou une baguette, trace autour de lui un cercle, pour se protéger d'influences négatives, à l'extérieur, et pour attirer à l'intérieur des puissances positives. Les rites magiques les plus courants sont, quant à la fonction, les rites de renforcement de puissance, de protection, de guérison, de divination, et pour la forme, les incantations, les gestes, les sacrifices… Les grimoires, la franc-maçonnerie occulte, les rosicruciens, la Golden Dawn proposent à leurs adeptes des rituels très complexes.
- La magie naturelle est presque une science ordinaire. Les faits existent depuis toujours. Anthème de Tralles, au VIe siècle, savait, techniquement, créer le tonnerre. La notion n'apparaît que vers 1230, grâce à Guillaume d'Auvergne[45] et Roger Bacon[46] et à d'autres auteurs. Della Porta, à la fois magicien et physicien, la définit ainsi : « Naturelle…, cette magie, douée d'une plantureuse puissance, abonde en mystères cachés et donne la contemplation des choses qui gisent sans être appréhendées, et la qualité, propriété et connaissance de toute nature comme sommet de toute philosophie. » En d'autres termes, c'est de la science physique, mais elle porte sur des phénomènes mal connus ou elle crée des phénomènes qui semblent des miracles sans en être, par exemple, les feux grégeois, l'attraction du fer par l'aimant, les monstres, les illusions d'optique, la prestidigitation. L'antique Claude Élien a donné la clef : « La nature est, elle aussi, magicienne »[47].

### Usage
Il existe différentes sortes de magie :
- Magie divinatoire. Magie et divination ont été confondues jusqu'au début du XIIIe siècle, puis on les a distinguées, mais on peut les réunir, quand il s'agit d'interroger occultement le passé, le futur, les secrets, les cachettes. Le cas le plus violent est la nécromancie, où le magicien interroge un mort. Le cas le plus élevé est la théurgie, quand la magicienne interroge un dieu ou un ange ; John Dee, avec un médium, a pratiqué des « conversations angéliques » (1581) : « Edward Kelly est un voyant de grande qualité. Il a invoqué et parlé avec Uriel, l'un des Sept Anges. Il prie d'abord avec moi le Seigneur, puis invoque le Bon Ange, écoute ses paroles et répond »[48].
- Magie érotique, magie sexuelle ou magie rouge. Les moyens traditionnels sont bien connus, du moins en théorie. Déjà Sophocle les cite : « Si, par des philtres et par des charmes qui touchent Héraklès, je l'emporte sur la jeune fille, j'aurai conduit mon plan avec art »[49].
- Magie verte, centrée sur l'utilisation des plantes, des animaux, des phénomènes et des cycles de la nature.

### Supports extérieurs: plantes, astres, nombres, symboles…
Un texte magique grec pointe déjà le sujet : « Ce sont dans les plantes, les formules et les pierres que résident tout l'art et la faveur et le pouvoir magique de l'effet cherché ». Marsile Ficin fait une liste des sept choses qui peuvent attirer les influences célestes, d'après les planètes, en commençant par les supports extérieurs, physiques : Lune (pierres, métaux, etc.), Mercure (plantes, fruits, animaux), Vénus (poudres, vapeurs, odeurs), Soleil (mots, chants, sons), Mars (émotion, imagination), Jupiter (raison), enfin Saturne (contemplation intellectuelle, intuition divine). Il recommande « les émotions, le chant, l'odeur et la lumière » pour capter les divinités planétaires.
- Choses magiques. Pour un mage comme Henri-Corneille Agrippa, le monde « élémental », celui des quatre ou cinq Éléments (Terre, Eau, Air, Feu, Éther), est inférieur, mais « il est gouverné par son supérieur et reçoit ses influences, en sorte que l'Archétype même et le Créateur souverain ouvrier nous communique les vertus de sa toute-puissance par les anges, les cieux, les étoiles, les Éléments, les animaux, les plantes, les métaux et les pierres »[52]. La magie élémentaire porte sur les Éléments, la magie astrale sur les « esprits planétaires » (ceux de Vénus, Mars, etc.)… Les reliques de saints, depuis le VIe siècle sont supposées avoir des dons miraculeux[53], leurs tombes aussi[54].
- Fumigations et parfums. L'encens, les odeurs, etc. attirent ou repoussent des forces naturelles ou des « esprits ». Selon le Picatrix (I, 2), « les fumigations donnent des forces et attirent les esprits vers les images », les images magiques.
- Nombres magiques. Depuis Pythagore, les magiciens distinguent des supports intelligibles (sons, formes, principes) et des supports sensibles (lettres de l'alphabet, figures géométriques, nombres)[55], et ils croient savoir que les nombres sont des principes d'organisation, des forces. On trouve également des carrés magiques ou des tables de lettres magiques, associées tantôt à des planètes, tantôt à des forces terrestres (magie hénokéenne).
- Signes magiques. Pour le pseudo-Paracelse de l'Archidoxe magique, « Les caractères [écritures et symboles occultes], les mots et les sceaux [images astrologiques] ont en eux-mêmes une force secrète en rien contraire à la nature et n'ayant aucun lien avec la superstition »[56].

Jean Pic de la Mirandole mentionne « les paroles et les mots », « les nombres », « les lettres », « les caractères, les figures », la musique. Les magiciens puisent souvent dans des « images sacrées », des « images divines ». Il s'agit de symboles graphiques (comme le pentagramme), de « charactères » (lettres ou hiéroglyphes, « sceaux planétaires »), de symboles, de « carrés magiques », de talismans ou amulettes ; pour les magiciens, agir sur ces figurations de forces équivaut à agir sur les forces figurées elles-mêmes. Le magicien mésopotamien ou égyptien, par exemple, fait couler de l'eau sur une statue couverte d'inscriptions magiques : l'eau entraîne les caractères, et sera utilisée, en boisson, comme médicament ou potion. L'usage de figures, dessins est bien connu. Toute représentation d'un magicien le montre avec la figure d'un pentagramme ou d'un sceau de Salomon. Un sommet de la magie des images est « l'art notoire », développé aux XIIe et XIIIe siècles : le sujet, en général un moine ignorant, « en jeûne et oraison », contemplait longuement des figures géométriques (« notes ») représentant une science, et il comptait ainsi pouvoir l'acquérir, par magie de contagion.

### Supports intérieurs: parole, geste, imagination, volonté
Le magicien ou la magicienne peut puiser intérieurement une force magique de différentes manières :
- La parole magique est supposée être efficace à condition de connaître l'intonation correcte et les mots magiques (voces magicae). La parole magique est, au choix, une prière, une incantation, une formule, des « mots barbares »[59], un nom d'ange, une invocation, une onomatopée, une suite de voyelles… Les magiciens citent la parole biblique : « Que la Lumière soit », ou la formule de consécration romaine Si fas est (« si c'est permis », selon les lois divines ou par les lois naturelles).
- Le geste magique est un acte supposé efficace, en particulier le sacrifice. Le geste magique exige souvent des instruments. Les plus connus sont la baguette magique, le miroir magique, le caducée d'Hermès, l'étoile flamboyante. Il faut ajouter des objets plus courants, comme les cierges liturgiques, les coupes d'eau lustrale.
- L'imagination magique, par visualisations, symbolisations, rêves, fantasmes, poésie, est censée changer les choses. Le magicien n'invente pas une image, il trouve en esprit la vraie image des choses, par exemple pour l'homme, celle d'un pentagramme, pour la planète Saturne celle d'un vieillard. Le rôle de l'imagination a été souligné par Marsile Ficin[60], Paracelse.
- La volonté magique est une force aussi réelle que la volonté physique ou la vapeur. La magie, dit l'illuministe Jacob Böhme[61], « n'est en soi rien qu’une volonté, et cette volonté est le grand mystère de toute merveille et de tout secret : elle s’opère par l’appétit du désir de l’être. » La pensée unit telle chose à telle chose, selon sa volonté.

### Supports spirituels: angélologie, démonisme, chamanisme, théurgie
Lorsque le magicien n'a pas assez de puissance ou si les objets magiques ne sont pas suffisamment puissants, il peut faire appel à des esprits pour l'aider dans sa tâche, bénéfique ou malfaisante. Ainsi, il peut invoquer les démons, les incubes et succubes (démons sexuels), les esprits de la nature, les âmes des morts, les fées, les anges ou même les dieux.
Les magiciens ont parfois recours à un assistant magique, appelé « parèdre », qui est un démon, un dieu, un génie, un esprit, l'âme d'un mort. « On acquiert un démon comme assistant : il te dira tout, il vivra, mangera et dormira avec toi ».
- Angélologie. Certains magiciens disent agir grâce aux anges, dont ils connaissent les noms ou les « caractères » (glyphes, signes) qui les représentent ; ils sauraient les invoquer et leur ordonner. Un kabbaliste chrétien, Johannes Reuchlin[63], parle des 72 anges qui « ont pouvoir sur la terre entière » et ont chacun un Nom secret correspondant à un pouvoir de Dieu (Schemhamphoras) ; il ajoute d'autres noms : Metraton (« prince de l'univers »), Raphaël (gouverneur du Ponant), etc. À noter une forme plus polémique d'angélologie / angéologie appelée « magie hénokéenne »[64] dont les spécialistes ne savent pas bien comment elle fonctionne ni quoi en penser exactement ; apparue subitement au XVIe siècle en Angleterre, les manuscrits de ce système magique prétendent que la schemamphorash précédemment citée serait une version dégradée de cette magie dite « hénokéenne ». Les esprits ayant donné la dictée des manuscrits se présentent comme des Anges, et expliquent qu'il existe aussi des démons dont ils donnent les noms et fonctions, ainsi que ceux de leurs opposants angéliques.
- Démonisme. Le recours aux esprits malfaisants (« magie démoniaque ») au moyen d'invocations (« goétie ») ou de rites (« basse magie ») existe et relève du satanisme ou de la magie noire. Mais toutes sortes d'« esprits » existent, pour un magicien, dans les eaux, au ciel, dans les organes, partout, on peut les évoquer et obtenir un résultat. « Un certain Harnouphis, mage égyptien de l'entourage de Marc Aurèle, appela des génies par art magique, notamment Hermès Aérios, et, par leur entremise, il provoqua, dit-on, la pluie »[65]. Déjà Platon associe magie et démons[66]. Saint Augustin ramène tous les supports à l'action des démons : « Avec des herbes, des pierres, des animaux, des sons et des paroles déterminées, des représentations et des images, reflétant les mouvements des astres observés dans leur évolution céleste, les hommes pouvaient fabriquer sur terre des pouvoirs capables de réaliser les différents mouvements des astres… Tout cela vient des démons qui se jouent des âmes soumises à leur pouvoir » (Cité de Dieu, X, 11).
- Nécromancie. Une classe de magie concerne la magie de la mort et des âmes des morts. Elle inclut, entre autres, les célèbres magies concernant les morts-vivants, les zombis, les fantômes.
- Médiumnisme. Le magicien peut passer par un médium à transe, un somnambule. Crowley est entré en haute magie en utilisant, au Caire, les dons de médium de sa première femme, Rose Kelly[67].
- Chamanisme. Un ou une chamane peut entrer en communication avec les esprits-maîtres des animaux, qui sont ses « auxiliaires »[68]. Le premier chamane occidental connu, Aristéas de Proconnèse (vers 600 av. J.-C.), était supposé « prendre la forme d'un corbeau »[69] ; la légende en fait un mage capable de se trouver dans deux lieux distincts à la fois (bilocation), qui pouvait vivre sans manger (inédie).
- Théurgie. On n'est pas si loin de l'angélologie pratique. « La théurgie est une forme de magie, celle qui permet de se mettre en rapport avec les puissances célestes bénéfiques pour les voir ou pour agir sur elles (par exemple en les contraignant à animer une statue, à habiter un être humain, à révéler des mystères »)[70]. Le théurge invoque ou évoque des « entités supérieures », archanges, anges, génies, esprits ou dieux (« haute magie »), et il s'élève à elles, ou bien, il les fait descendre vers lui (« télestique »), soit par des moyens spirituels comme la méditation soit par des moyens matériels comme les herbes, la musique, le rhombe. La théurgie était présente chez les néo-platoniciens comme Jamblique et chez les Élus Coëns (voir Martinisme).

La magie qui invoque des diables ou démons malfaisants est appelée goétie, celle qui invoque des anges bienfaisants ou dieux est de la théurgie ; les deux forment la « magie cérémonielle ».
Souvent, tous les supports interviennent. Soit le « rituel d'appel de forces ». « Il faut d'abord se procurer une feuille de parchemin animal [symbole] sur laquelle on écrira sa demande. Le rituel s'effectuera en lune ascendante [astre], soit dans l'oratoire, soit en plein air [condition de lieu], la nuit [condition de temps]. Sur l'autel sont disposés : le parchemin enveloppé de soie, deux cierges liturgiques [Élément Feu], de l'eau lustrale [Élément Eau], un bol de terre ou un crâne [Élément Terre], de l'encens dans un brûle-parfum [Élément Air]. On tracera [expression par geste] le cercle de protection. On prend son couteau rituélique à manche noir [instrument] et on dit [expression par parole] : Introïbo ad altare Demiurgi, puis on lit les psaumes 2, 6, 101, 129 et 142. On visualise [expression par imagination] alors sa demande : si on souhaite de l'argent, on voit des piles de beaux billets. On appelle le génie que l'on a choisi [démonisme]. On attend jusqu'à ce que l'on sente la présence de l'entité appelée [expression par volonté], et, croyez-moi, on la sent. On lit à nouveau le texte du parchemin, puis on récite la formule suivante : Demiurgus Caeli… »

## Théories sur la magie

### La magie selon les philosophes
Plotin, dans son traité 28, explique la magie par les antipathies et sympathies (comme Bolos de Mendès), par l'Amour et la Haine cosmiques (comme Empédocle), par la sympathie cosmique (comme les stoïciens), par les démons (comme Pythagore et Xénocrate). « Pour les actes de sorcellerie (goetéia), comment les expliquer ? par la sympathie, par le fait qu'il existe par nature une harmonie entre les semblables et une opposition entre les contraires, par la variété des nombreuses puissances qui se mettent en œuvre pour réaliser l'unité de l'être vivant. D'ailleurs, sans que personne n'intervienne, beaucoup d'attractions et de sortilèges se produisent ; car la vraie magie, c'est l'amour qu'il y a dans l'univers et inversement la haine. » « Ces sages antiques, qui cherchaient à s'assurer de la présence des êtres divins en érigeant des sanctuaires et des statues (…) comprirent que cette Âme [du monde], bien qu'elle soit partout présente, peut être captée d'autant plus facilement qu'un réceptacle adéquat aura été prévu à cet effet, un lieu particulièrement approprié pour en recueillir quelque portion ou phase, quelque chose qui puisse la reproduire ou capter son image à la manière d'un miroir ».
Les humanistes de la Renaissance, dont Marsile Ficin, Henri-Corneille Agrippa de Nettesheim, Pic de la Mirandole ont des connaissances livresques du sujet.
Marsile Ficin opère une révolution dans l'histoire de la magie en en donnant une version subjective, complètement spirituelle. Il limite le pouvoir de la magie au seul esprit du mage. Comme les stoïciens et Plotin, il pense qu'un Esprit cosmique (spiritus mundi), intermédiaire entre l'Âme du monde (Anima mundi) et le Corps du monde (Corpus mundi), de la nature de l'éther, qui « vivifie tout », qui est « la cause immédiate de toute génération et de tout mouvement », traverse le Tout ; la mage peut attirer cet Esprit qui peut canaliser l'influence des astres, « attirer la vie céleste ».
« L'opération de la magie est l'attraction d'une chose par une autre en vertu d'une affinité naturelle… Ainsi l'aimant attire le fer… Les œuvres de la magie sont donc des œuvres de nature… Et la nature entière est appelée magicienne en vertu de cet amour réciproque… Toute la puissance de la magie réside dans l'Amour et l'œuvre de l'Amour s'accomplit par fascination, incantation et sortilège ».
Selon Pic de la Mirandole, alors âgé de 24 ans, « nulle science ne confirme davantage la divinité du Christ que la magie et la Cabbale ». Mais il fait l'effort de séparer la magie naturelle qui est en fait le mot traditionnel pour la science ou la philosophie, de la magie démoniaque qui est rigoureusement à condamner. « Je dis et je répète que ce nom de « magie » est un terme équivoque et signifie aussi bien la nécromancie, où l'on procède par pacte et accords étroits avec les démons, que la partie pratique de la science de la nature, qui n'enseigne rien d'autre qu'à accomplir des œuvres merveilleuses grâce aux forces naturelles ». Dans ce sens-là et sous cette restriction fondamentale, « Faire de la magie n'est autre que marier le monde ». Pour lui, la connaissance n'est pas que spéculative : elle conduit à l'action sur le monde. Il croit en quelques principes : l'animisme (tout est vivant et providentiel), la latence (le magicien peut « actualiser ou réunir » à une autre toute force cachée), Dieu (toute œuvre doit être rapportée au Créateur), les analogies. Pour Pic, la magie consiste à s'appuyer sur l'astrologie pour lire le Livre de la nature et sur la kabbale pour interpréter la Bible.
Pour Agrippa, les plantes, les planètes ont chacun une âme rationnelle. Les influences vont du supérieur à l'inférieur, verticalement, comme chez Platon : Dieu, Idées, Âme du monde, Figures et Nombres, rayons des étoiles, esprits et âmes humaines, choses matérielles.

### La magie selon les anthropologues
Depuis la fin du XIXe siècle, la magie est pensée par des spécialistes de sciences humaines, notamment avec des approches évolutionnistes et positivistes. Edward Burnett Tylor fait une différence radicale entre magie et approche. La magie repose sur « l'erreur consistant à prendre une analogie idéale pour une connexion réelle », par exemple le raisonnement du magicien infère du fait que le coq chante quand le Soleil se lève l'idée que si l'on fait chanter le coq le Soleil se lèvera. En tout cas, la magie donne une explication du monde. Dans son ouvrage Le Rameau d'or, James George Frazer théorise l'hypothétique passage de l'humanité par trois stades intellectuels : magie, religion, science, et par là s'approprie la simplification « progrès = rationalisation ». Frazer distingue ces trois étapes et mentalités selon l'intention, la rationalité et l'autonomie de l'agent. La magie est le stade le plus ancien et bas. Magie et science veulent ensemble l'autonomie de l'agent et changer le monde, mais la magie, à la différence de la science, n'est pas rationnelle, elle a des principes tout autres. Magie et religion admettent ensemble l'existence de puissances surnaturelles, mais la magie a un but pratique et veut forcer les puissances surnaturelles, alors que la religion n'a pas de but pratique et cherche à se concilier les puissances surnaturelles (Dieu, anges, démons…).
Pour les sociologues Hubert et Mauss, la religion a pour extrême le sacrifice, tandis que la magie a pour extrême le maléfice ; la religion recherche le grand jour et le public, tandis que la magie les fuit ; la religion se montre comme un « culte organisé », tandis que la magie se montre souvent sous un aspect « irrégulier, anormal, et peu estimable ». Le magicien a une position sociale, on lui attribue des pouvoirs spéciaux, « c'est donc l'opinion qui crée le magicien et les influences qu'il dégage ». « Et le magicien se dupe lui-même. » Dans Les formes élémentaires de la religion, Émile Durkheim sépare magie et religion : individualiste et anti-sociale, la magie ne se prête pas à des manifestations collectives, et elle est viscéralement anti-religieuse. Mauss, ensuite, centre son approche sur la notion de mana. « Le mana est d'abord l'action spirituelle à distance qui se produit entre des êtres sympathiques. C'est également une sorte d'éther, impondérable, communicable, et qui se répand de lui-même. Le mana, en outre, fonctionne dans un milieu qui est mana ». Pour Lucien Lévy-Bruhl, la magie relève d'une mentalité prélogique, car elle ignore les principes de non-contradiction et d'identité ; elle se centre sur la notion de participation mystique, qui veut que « les objets, êtres, phénomènes peuvent être à la fois eux-mêmes et autre chose qu'eux-mêmes », par exemple un primitif pense être lui-même et son totem.
Pour l'anthropologue fonctionnaliste Bronisław Malinowski, la magie est pragmatique, elle répond à des buts précis, surtout en cas de malheur et d'échec, et elle est individuelle. On recherche son efficacité et on trouve ses fins par les rites. La religion est plus abstraite, désintéressée que la magie, la magie intervient où la technique échoue. Magie comme religion ont pour dénominateur commun leur fonction apaisante pendant des périodes de troubles ou de doutes psychologiques ; cependant, si les progrès de la science vont réduire la magie, la religion continuera à rassurer.
Pour l'anthropologue structuraliste Claude Lévi-Strauss, la magie n'est pas une fausse science (comme le dit Frazer), une pensée prélogique (comme le soutient Lévy-Bruhl), mais une autre rationalité, une façon de donner du sens. Elle met en place un système de classification.

## La magie peut-elle être efficace?

### Approche parapsychologique
Certains « pouvoirs magiques » sont examinés par des parapsychologues, mais ils ne sont guère reproductibles, et on peut les interpréter différemment. Toujours est-il que la psychokinèse, l'influence à distance du magnétiseur, les guérisons paranormales, l'efficacité thérapeutique de la prière n'ont jamais été scientifiquement prouvées.

### Approche médicale
Dans son livre de 1989, Les Talismans, qui se concentre sur la tradition juive de la magie , l'ethnologue et médecin David Rouach donne pour sa part des informations détaillées sur Les analogies qui existent entre le fonctionnement médical et le fonctionnement magique. Il identifie cinq caractères  fondamentaux des rites magiques. L’action magique doit :
- être efficace et produire des effets.
- être prédite : le médecin prévient le malade des effets attendus du médicament, de la date à partir de laquelle il pourra ressentir des effets secondaires.
- avoir une double face bénéfique et maléfique : l’acte magique peut apporter le bien ou le mal. De même, toute action pharmacologique présente ce double effet, bénéfique et maléfique, cela est particulièrement net pour les psychotropes qui polarisent ces deux effets.
- présenter plusieurs explications causales de guérison. Le patient a-t-il été guéri par les incantations, les décoctions de plantes ou par les amulettes et talismans. D’eux-mêmes, il est bien difficile dans la psychiatrie quotidienne de savoir si c’est la modification de traitement ou l’interprétation psychothérapique qui a entraîné une amélioration symptomatique.
- Le domaine d’action de magie dépasse de loin celui de la médecine traditionnelle qui est incapable de trouver des remèdes à des situations spécifiques comme le chagrin d’amour, une série de malheurs, un mari séduit par une autre…

### Compréhension épistémologique
D'un point de vue épistémologique, la magie n'est jamais vérifiable et elle trouve toujours une justification. Si le rite échoue, le magicien dira que les conditions n'étaient pas remplies.

### Vision sociologique
Le sociologue Mauss croit en une « suggestion collective ». La société a une influence sur l'individu. La société ou un groupe croit en la magie, et l'effet se produit, par insinuation. Par exemple, une hantise de la mort, d'origine purement sociale, peut entraîner la mort. Certains aborigènes d'Australie pratiquent le sort de « l'os pointé », qui consiste à viser celui qui doit mourir avec un os d'une longueur de 15-22 cm, d'origine humaine ou animale.

## La magie dans le christianisme
L'Ancien Testament rejette les pratiques magiques : « Tu ne laisseras pas vivre la sorcière » Exode, 23:18). « Vous donc, n'écoutez ni vos prophètes, ni vos devins, ni vos songes, ni vos augures, ni vos magiciens » (Jérémie, XXVII, 9). La magie est assimilée aux sacrifices d'enfants par le feu, à la sorcellerie, à la nécromancie, et attribuée aux étrangers, Égyptiens, Mésopotamiens, Perses, Cananéens.
Dans le christianisme, la magie a mauvaise réputation. Les gouvernements, de 311 à 361, ont prohibé la magie, l'haruspicine (l'interrogation des entrailles des victimes sacrificielles en vue de la divination), les cultes syriens. Constantin, en 321, punit la simple connaissance de la magie, même sans pratique. Saint Justin (Dialogue contre Tryphon), Ambroise, saint Augustin (De la doctrine chrétienne), les théologiens condamnent, en ne distinguant pas la magie des autres sciences occultes et en y voyant un culte des démons ou une hérésie. L'Église aussi se montre sévère. Le Décret de Gratien, rédigé aux alentours de 1140 et qui rassemble plus de 3 800 textes, contient quantité de condamnations.
Selon l'Apocalypse, les magiciens sont excommuniés de facto ; ils n'ont pas accès à la vie éternelle, et vont directement en enfer.

## La magie dans le judaïsme

### La magie juive est interdite
En principe, la loi telle qu’elle est énoncée dans le texte biblique est formelle : la magie est interdite. Le judaïsme orthodoxe s’est  toujours opposé, à cette pratique et à son usage. Il considérait que le fait d’invoquer des noms de Dieu déviait du strict monothéisme.
- « qu’on ne trouve chez toi, personne qui pratique la divination, qui consulte un esprit ou un Oracle, qui interroge tes morts » Nombres, 23:23)
- ne vous tournez pas vers les nécromants (haovot) et vers les devins (haidhonim), n’y recourez pas, car cela vous rendrait impurs(létam’a) Lévitique, 19:31)
- « celui qui se prostitue en pratiquant la divination des esprits, des morts, je me retournerai contre lui, et je le retrancherai du sein de son peuple » Lévitique, 20:6)
- « Quand tu seras arrivé dans le pays que ton Dieu te donne, tu n’apprendras pas à agir à la manière abominable de ces nations-là ; il ne se trouvera chez toi, personne pour faire passer par le feu, son fils ou sa fille, interroger les oracles, pratiquer l’incantation, la magie, et la sorcellerie et qui interrogera les esprits des morts »  Deutéronome ,18:9,10)
- Dans le code de  loi juive  Choulhan Aroukh , tome Yoré Déa,(179:1): « il est interdit de consulter les astrologues ou les tirages au sort »

### La magie juive est d’un usage courant
Malgré ces interdictions, scripturaires, des textes essentiellement du Talmud, attestent que déjà, à l’époque de la Michna (IIIe siècle), la magie était d’un usage courant.
- dans le Talmud traité Beharote:54a: « sors, et vois comment Agit le peuple »

Meïr de Rothenburg (1215-1293) pose un principe qui s’est confirmé à travers les siècles « pour tout sujet de la loi (halahique )la loi doit aller dans le sens des us et coutumes » (Minhag, plu.Minhaguim). Ces pratiques et coutumes se sont donc imposées comme source de droit, pouvant entrer en contradiction avec la loi divine.

### La magie juive est tolérée
Bien que l’objectif du judaïsme doit avoir consisté à éradiquer toutes ces pratiques magiques, celles-ci ont été maintenues chez les juifs à toutes les époques parce que les guides spirituels savaient que l’homme est réticent à changer ses habitudes. L’objectif était donc d’éloigner le peuple de toutes ses pratiques de manière pédagogique. Maïmonide s’explique à ce propos dans le guide des égarés (Moré Névouhim) : 3:29 
« Il n’eut pas été convenable d’exiger de renoncer complètement aux sacrifices. Les faire eût semblé aussi impensable que si l’on exigeait aujourd’hui une religion de pure méditation, sans culte, sans prière, sans aucune pratique. Le culte sacrificiel est un pis-aller pour que le peuple ne sacrifie pas aux démons ou aux anges ».
Cette ambiguïté manifeste s’avère extrêmement intéressante dans l’histoire de la philosophie juive. Maimonide par exemple, bien qu’il condamne ce type de pratique, explique cependant que certaines coutumes possèdent une signification qui reste contingente, et liée à des événements historiques précis. Il développe également que certaines pratiques représentent une sorte de concessions divine à la façon de penser d’une culture idolâtre, concession, ayant pour but, malgré cette base et à partir d’elle, de créer une culture monothéiste. Ainsi, lorsque Dieu voulu édifier une communauté monothéiste, il ne put changer en une nuit la mentalité polythéiste en mentalité monothéiste. Il a fallu la conduire par étape vers le monothéisme. Cette façon pour Dieu, de s’adapter, de se conformer et de se mêler au monde, sans porter atteinte aux lois de la nature, se nomme pour Maïmonide, « sa ruse et sa sagesse ».
À partir de ce principe, l’un des bons résultats du judaïsme fut d’avoir su canaliser avec sagesse une grande partie de la magie, évitant ainsi l’horreur de « cette folie des sorciers ». L’emploi généralisé des noms de Dieu, des anges, des versets et des psaumes reste une caractéristique de la magie juive, telle qu’elle s’est développée dans les communautés juives.

## La magie dans le satanisme
La magie noire est couramment utilisée dans le satanisme. Elle puise dans les émotions pour gagner en énergie et être employée de différentes manières. Le plus souvent par le biais de rituels considérés comme maléfiques. Pour effectuer ces rituels, les adeptes du satanisme utilisent cinq ingrédients :
- Le désir : aussi appelé « le vouloir », c'est-à-dire la volonté de réussir le rituel ;
- La période : la « réceptivité » de la cible et la configuration astrale ;
- L'imagerie : pour la visualisation, requiert deux éléments : biologique (cheveux, ongles, etc.) et émotionnel (photo, parfum, etc.) ;
- La direction : accumulation des forces nécessaires vers le rituel ;
- Le facteur de balance : l'évaluation des possibilités en fonction des moyens.

D'autres types de magies noires existent, ils sont souvent issus d'un rituel, les messes noires, les envoûtements, le spiritisme, ou encore l'invocation de démons comme l'incube et le succube.
Il existe aussi une magie utilisée contre le satanisme : l'exorcisme. Cela consiste à extraire un démon d'un corps humain, après qu'il en a pris la possession.

## Histoire de la magie occidentale
« La magie est de tous les temps. Depuis le début de l'humanité, elle suit les pas des hommes sur tous les continents. À l'ombre des religions, en leur sein parfois, plus souvent en vive concurrence avec elles, elle transporte une part du sacré, du transcendant, de ce qui dépasse l'être mortel, pour lui parler du surnaturel et pour lui laisser la certitude, l'espoir ou l'illusion de pouvoir agir efficacement sur le monde invisible ».

### Préhistoire et Antiquité
- Les chasseurs-cueilleurs actuels ont de nombreux rites liés aux phénomènes de la nature (changements saisonniers) et de manière générale à tout ce qui leur est inexpliqué. Ceci est lié à l'irruption de la pensée magique et à l'animisme qui affirme que tout objet a une âme. Il est donc assez naturel, par extrapolation, de considérer que la magie est venue très tôt, en Occident, avec les Néandertaliens et même Homo erectus. Celui-ci a découvert le feu vers 750 000 ans et a envahi toute l'Afrique et l'Eurasie, il est assez raisonnable de penser que divers rituels l'accompagnaient. Les cavernes ornées de représentations d'animaux sont interprétées comme support de rituels magiques, car c'était une nécessité d'assurer un nombre important de prises. L'utilisation de l'ocre rouge (280 000 ans) pour les armes, pour les peintures, pour les sépultures est aussi un indice. Il est possible que certains personnages peints de 33 000 à 10 000 ans av. J.-C. soient des « sorciers » ou « chamanes »[93].
- Les fouilles archéologiques ont permis de retrouver dans les grottes de toute l'Europe des statuettes analogues de formes féminines très stylisées, parfois avec un phallus à la place de la tête[94].

La magie occidentale s'est inspirée d'autres cultures. Les Grecs en étaient conscients, en particulier quand ils disaient qu'Apollonios de Tyane avait « rendu visite aux Mages de Babylone, aux Brahmanes des Indes et aux Gymnosophistes d'Égypte ».
- La magie grecque commence peut-être en Crète avec les Dactyles (métallurges), les Courètes (danseurs) (vers 2500 av. J.-C. ?). On connaît des chamans grecs dès 600 av. J.-C.[96]. Les principaux documents sur la magie antique consistent en papyrus magiques, en tablettes de malédiction et en amulettes. Les esprits ont été marqués par ce passage du Corpus Hermeticum, traité XIX : Asclépius (Ier siècle) : « Ce sont des statues pourvues d'une âme, conscientes, pleines de souffle vital, et qui accomplissent une infinité de merveilles, des statues qui connaissent l'avenir et le prédisent par les sorts, l'inspiration prophétique, les songes et bien d'autres méthodes, qui envoient aux hommes les maladies et qui les guérissent, qui donnent, selon nos mérites, la douleur et la joie ». Hérodote condamne les mages, considérant que ces conseillers de palais sont des intrigants et qu'ils se trompent dans leurs interprétations[97].
- La magie est contrôlée politiquement, elle menace l'autorité. À Rome, la Loi des douze tables (450 av. J.-C.) sanctionne quantité d'opérations magiques, en particulier contre les terres d'autrui. L'empereur romain Constantin Ier, en 341, interdit la magie, sous peine capitale. L'Église s'inquiète plutôt de paganisme, hérésie, concurrence à la création divine : le concile de Laodicée (Laodicæa ad Lycum), vers 364, dans son 36e canon, interdit aux prêtres de s’occuper de magie et de sorcellerie. L'Église distingue les arts magiques et la magie lors du concile d'Ancyre, en 314. Le Code de Théodose interdit la divination et la magie en 439[98].

### Moyen Âge et Renaissance
- Au Moyen Âge vint cette définition confuse du magicien par Isidore de Séville vers 630 :

« Les magiciens (magi) sont ceux qu’on désigne vulgairement sous le nom de « malfaisants » (malefici) à cause de l'ampleur de leurs méfaits. Ils perturbent les éléments, troublent l’esprit des hommes, et, sans absorption d’aucune potion, seulement par la violence de leurs incantations, ils tuent. Ils osent tourmenter grâce aux démons qu’ils ont invoqués, pour que n’importe qui anéantisse ses ennemis par ces arts mauvais. Ils utilisent même du sang et des victimes et touchent souvent au corps des morts. »

Le 4e concile de Tolède, présidé par Isidore de Séville en 633, distingue quand même les magiciens des devins (aruspices, arioli, augures, sortilegi). Il faudra attendre le XVIe siècle pour séparer la magie non seulement des autres arts occultes (comme la divination), mais encore de la sorcellerie, de l'hérésie, du paganisme, de la nécromancie.
La confusion des mots s'accompagne d'une terrible répression, de censure, d'Inquisition. En 343-381, le synode de Laodicée exige que « les membres du haut clergé et du bas clergé ne soient pas des magiciens, des enchanteurs ou des faiseurs d'horoscopes ou des astrologues et qu'ils ne fabriquent pas ce que l'on appelle des amulettes, qui sont des entraves à leur propre âme ». Dès 438, le code théodosien interdit magie, divination. En 506, le concile d'Agde condamne les enchanteurs (les magiciens), mais il distingue la magie de la religion et il énumère ce qui relève de la magie : les incantations, les phylactères, les maléfices, les prodiges. Le concile de Rome, en 721, interdit les incantations (incantationes).
La notion de magie, isolée, distincte du paganisme ou de la sorcellerie, n'apparaît qu'au début du XIIIe siècle En 1277, l'évêque Tempier condamne les traités de géomancie, de nécromancie, les recueils de sortilèges et d'invocations de démons. Giovanni Balbi (Jean de Gênes) distingue le prestigium (prestidigitation), qui relève de l'illusion des sens, et le maleficium, qui implique une soumission des démons au pouvoir des magiciens (Catholicon, 1286).
Le rôle des traducteurs est important. Le roi de Castille et de Leon, Alphonse X le Sage, fait traduire en latin le Sefer Raziel, traité kabbalistique en hébreu, puis en 1256 le Picatrix, traité en arabe.
De nombreux contes et récits légendaires de créatures mythiques, comme les Dragons, ont encore plus popularisé les pouvoirs magiques, les faisant passer dans une autre dimension. Si les capacités surnaturelles étaient pour le moment destinées aux sorcier(e)s, les histoires racontées aux jeunes enfants mettant en scène des bêtes extraordinaires ont complètement changé la donne. Par exemple, voici les 5 pouvoirs de Dragon qui étaient les plus répandus à cette lointaine époque.
Les textes importants au Moyen Âge sont Le secret des secrets du pseudo-Aristote, le Picatrix  de l'Arabe pseudo-al-Majrîtî, le Des rayons des étoiles de l'Arabe al-Kindî, Le Grand Albert (1245 ss.), le Livre des visions de Jean de Morigny (1323), La magie sacrée d'Abramelin de Mage (1450 ? ou faux du XVIIIe siècle ?). On parle surtout de vertus occultes, d'esprits, de talismans, d'astrologie. À partir de 1250, des livres de « magie salomonienne » circulent, dont la Clavicula Salomonis (Petite clé de Salomon, XVe siècle) , et le Lemegeton (plus tardif, XVIe siècle). Ils traitent de figures magiques, de noms d'esprits, anges ou démons à invoquer pour obtenir ce que l'on désire. Le Livre de l'ange Raziel fait le lien entre magie et kabbale car il recueille des fragments d'Éléazar de Worms avec divers tableaux et images. Kabbalistiques.
Hugues de Saint-Victor, dans son Didascalicon (vers 1135) distingue cinq types de magie : la mantique (divination), la mathématique, les maléfices, les sortilèges, les prestiges.
- La Renaissance, en étudiant les textes, en développant le libre examen, met de la clarté et de l'intelligence, même si alors le mot « magie » désigne la philosophie occulte, l'ésotérisme. Selon Robert-Léon Wagner, « l'élaboration intellectuelle du concept de magie n'est pas antérieure au XVIe siècle »[104]. De grands esprits expliquent : Marsile Ficin, Jean Pic de la Mirandole en 1496, Henri-Corneille Agrippa de Nettesheim en 1510, Paracelse en 1537, Nostradamus, Giordano Bruno, Thomas Campanella. L'influence de la kabbale se fait sentir. Les notions de microcosme, de signature, de magie naturelle, d'analogies s'imposent. En 1575, Camerarius divise la magie en incantations, prestiges et évocation des morts[105].

### XVIIeetXVIIIesiècles
- Le XVIIe siècle ne confond plus astronomie et astrologie, physique et magie naturelle, théologie et théosophie. On rationalise la magie, avec Robert Fludd, Athanase Kircher. En France, par édit royal de 1682, sous Louis XIV, la notion de sorcier ou magicien est supprimée : désormais l'État ne reconnaît plus que des charlatans, des imposteurs, ou des imaginatifs, des fous. Il faudra attendre 1735 en Angleterre (Witchcraft Act).
- Le XVIIIe siècle parisien voit défiler de hautes figures de la magie, comme le comte de Saint-Germain en 1763, Franz Anton Mesmer en 1778, Cagliostro en 1785, tous contestés. Plus discrets, d'autres pratiquent la théurgie, dont les martinistes (J. Martines de Pasqually, Louis-Claude de Saint-Martin). Des grimoires, nettement satanistes, circulent, par exemple Le grimoire d'Honorius III (vers 1670) « http://library.syncleus.com/Magick/GRIMIOIREOFHONURIUS.PDF »(Archive.org • Wikiwix • Archive.is • Google • Que faire ?), Le grand grimoire, ou Dragon rouge (1750 ?).

### XIXeetXXesiècles
Une contribution très organisée et pensée à la magie vient d'une organisation initiatique, fondée en 1888 par deux Anglais : la Golden Dawn. Elle a élaboré de rituels, des symboles magiques de toutes sortes et attiré dans ses rangs de grands mages et magiciens, dont Samuel MacGregor Mathers, Arthur Edward Waite, Aleister Crowley, Israel Regardie. Crowley est « the most controversial and misunderstood personality to figure in the new era of modern day witchcraft (La personnalité la plus controversée et la plus incomprise à figurer dans la nouvelle ère de la sorcellerie moderne) ».
Deux mouvements émergent au XIXe siècle : la Société théosophique de Helena Blavatsky et le néo-occultisme d'Éliphas Lévi et Papus. Les théosophistes utilisent des notions orientales, les néo-occultistes veulent concilier la magie avec la science. Un des prolongements occultes de la théosophie au XXe siècle sera l'anthroposophie de Rudolf Steiner, qu'il déclinera en de nombreuses disciplines pseudo-scientifiques (agriculture, pédagogie, médecine...).
Franz Bardon est un autre grand nom de la magie du XXe siècle, style occultiste.
Membre de plusieurs organisations initiatiques, Gerald Gardner a fondé en 1939 une tradition de sorciers et sorcières qui devint la Wicca ; en Angleterre, la peine capitale infligée aux sorcières a été abolie deux fois (Witchcraft Act de 1735 et 1951). L'accent est mis sur la magie, une magie païenne, sous l'influence d'un livre de Margaret Murray consacré au sorcières,.
La « magie du chaos », inspirée par les idées d'Austin O. Spare et l'éthique punk du Do it yourself, est une forme post-moderne et pragmatique de magie apparue à Londres au cours des années 1980.
Le New Age, né vers 1970 aux États-Unis, sans être magique, baigne dans une atmosphère surnaturelle (en partie influencée par l'irrationalisme allemand du début du siècle, entre lebensreform, anthroposophie et syncrétismes hindous). L'une des grandes idées du New Age est que l'on peut créer sa propre réalité grâce à des visualisations ou à des affirmations telles que « Je suis Dieu ». La magie consiste à participer mystiquement à l'enchantement du monde et à augmenter spirituellement son pouvoir d'enchantement.

## Magie dans la culture

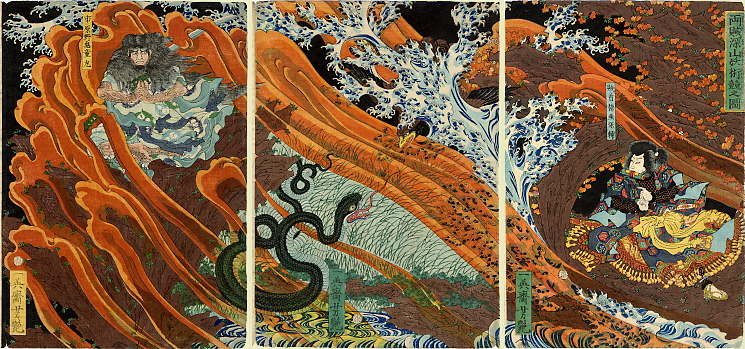
Duel de magie, deux magiciens transformistes s'affrontent, l'un prenant la forme d'un serpent, l'autre d'un rapace.
peint par Yoshitsuya Ichieisai — Japon, années 1860.

« On ne peut évoquer la sorcellerie de ces siècles sans parler de l'énorme succès littéraire et artistique que rencontre auprès de tous les publics ce thème toujours réinterrogé par l'imaginaire des romanciers, des musiciens, des peintres, voire des historiens et des juristes, sans parler des contes de fées. » Ainsi, aujourd'hui dans la culture populaire, on trouve tout un monde fantastique lié à la magie, tel que des séries, des films, des livres, des émissions, des jeux et des spectacles. On trouve ainsi un grand répertoire de références culturelles qui reprennent le thème de la magie et le réinventent constamment.

### Quelques sorciers et sorcières connues
- Circé, sur son île, dans l'Odyssée, la tante de Médée ;
- Médée, qui aida Jason à trouver la Toison d'or, puis, abandonnée par le héros pour une autre, assassina leurs propres enfants ;
- Merlin et Morgane, du mythe arthurien ;
- Gandalf et Saroumane, du Seigneur des Anneaux ;
- Radagast le brun de Bilbo le Hobbit ;
- Harry Potter et Dumbledore de Harry Potter ;
- Rincevent du Disque-monde ;

### Films et séries télévisées
(par ordre chronologique, liste non exhaustive)
- Fantasia, film d'animation, 1940, États-Unis
- Merlin l'Enchanteur, film d'animation, 1963, États-Unis, Wolfgang Reitherman
- Ma sorcière bien-aimée, série, 1964-1972, États-Unis
- Le Moine et la Sorcière, film, 1987, France, Suzanne Schiffman
- Les Sorcières d'Eastwick, film, 1987, États-Unis, George Miller
- Willow, film, 1988, États-Unis, Ron Howard
- Ma belle-mère est une sorcière, film, 1988, États-Unis, Larry Cohen
- Kiki la petite sorcière, film d'animation, 1989, Japon, Hayao Miyazaki
- Hocus Pocus : Les Trois Sorcières, film, 1993, États-Unis, Kenny Ortega
- Sabrina, l'apprentie sorcière, série, 1996-2003, États-Unis
- Dangereuse Alliance, film, 1996, États-Unis, Andrew Fleming
- Charmed, série, 1998-2006, États-Unis
- Fantasia 2000, film, 1999, États-Unis, Hendel Butoy
- Harry Potter, série de films, 2001-2011, États-Unis/Royaume-Uni
- Le Seigneur des anneaux, série de films, 2001-2003, États-Unis/Nouvelle-Zélande, Peter Jackson
- Le Voyage de Chihiro, film d'animation, 2001, Japon, Hayao Miyazaki
- Le Château ambulant, film d'animation, 2004, Japon, Hayao Miyazaki
- Hex : La Malédiction, série, 2004-2005, Royaume-Uni
- W.I.T.C.H., série d'animation, 2004-2006, France/États-Unis
- Winx Club, série d'animation, 2004-2019, Italie
- Le Monde de Narnia, série de films, 2005-2010, États-Unis
- Avatar, le dernier maître de l'air, série d'animation, 2005-2008, États-Unis
- Fairy Tail, anime adapté du manga du même nom de Hiro Mashima, 2009-2019, Japon
- Eragon, film, 2006, États-Unis, Stefen Fangmeier
- Les Contes de Terremer, film d'animation, 2006, Japon, Gorō Miyazaki
- Les Sorciers de Waverly Place, série, 2007, États-Unis
- Magic (série télévisée d'animation), série d'animation, 2008 - en cours, France
- Merlin, série, 2008-2012, Royaume-Uni
- Les Contes du Disque-monde, mini-série, 2008, Royaume-Uni
- Le Dernier Maître de l'air, film, 2010, États-Unis, M. Night Shyamalan
- The Secret Circle, série, 2011-2012, États-Unis
- Once Upon a Time, série, 2011-2018, États-Unis
- Magical DoReMi, anime, Japon
- Sortilège, film, 2011, États-Unis, Daniel Barnz
- Game of Thrones, série, 2011-2019, États-Unis
- La Légende de Korra, série d'animation, 2012-2014, États-Unis
- La Reine des neiges, film d'animation, 2013, États-Unis, Chris Buck, Jennifer Lee
- Sublimes Créatures, film, 2013, États-Unis, Richard LaGravenese
- Les Sorcières de Zugarramurdi, film, 2013, Espagne/France
- Maléfique, film, 2014, États-Unis
- Salem, série, 2014, États-Unis
- The Magicians, série, 2015 - en cours, États-Unis
- Doctor Strange (film), film, 2016, États-Unis
- The Order (série télévisée), série, 2018 - en cours, États-Unis
- En avant, film d'animation, 2020, États-Unis, Dan Scanlon
- Encanto : La Fantastique Famille Madrigal, film d'animation, 2021, États-Unis, Byron Howard, Jared Bush, Charise Castro Smith
- WandaVision, série, 2021, États-Unis
- Shadow and Bone : La Saga Grisha, série, 2021-2023, États-Unis
- House of the Dragon, série, 2022, États-Unis
- Le Seigneur des anneaux : Les Anneaux de pouvoir, série, 2022, États-Unis

### Littérature
(par ordre chronologique, liste non exhaustive)
- Le Monde de Narnia, série de romans, C. S. Lewis, Royaume-Uni, 1950-1956
- Le Seigneur des anneaux, série de romans, J. R. R. Tolkien, Royaume-Uni, 1954-1955
- Cycle de Terremer, série de romans, Ursula K. Le Guin, États-Unis
- Annales du Disque-monde, série de romans, Terry Pratchett, Royaume-Uni, 1983-2014
- Le Château de Hurle, Diana Wynne Jones, Royaume-Uni, 1986
- Chroniques des crépusculaires, Mathieu Gaborit, France, 1999
- Le Trône de fer, série de romans, George R. R. Martin, États-Unis, 1996-2011
- Harry Potter, série de romans, J. K. Rowling, Royaume-Uni, 1997-2007
- Les Chevaliers d'Émeraude, série de romans, Anne Robillard, Canada, 2003-2008
- L'Héritage, série de romans jeunesse, Christopher Paolini, États-Unis, 2003-2011
- Fables, série de bandes dessinées écrites par Bill Willingham et dessinées par Mark Buckingham, Lan Medina, Steve Leialoha, et Craig Hamilton, 2003-2015
- Chronique du tueur de roi, série de romans, Patrick Rothfuss, États-Unis, 2007 - en cours
- Les Secrets de l'immortel Nicolas Flamel, série de romans jeunesses, Michael Scott, États-Unis, 2007-2012
- 16 lunes, série de livres (17 lunes, 18 lunes, 19 lunes), Kami Garcia et Margaret Stohl, États-Unis, 2009-2012
- Alex Verus, série de romans jeunesse, Benedict Jacka, Royaume-Uni, 2012 - en cours
- La Passe-miroir, série de livres, Christelle Dabos, 2013-2019
- Grisha, série de romans jeunesse, Leigh Bardugo, États-Unis, 2015-2014
- Shades of Magic, série de romans, V. E. Schwab, États-Unis, 2015-2017

### Jeux axés sur la magie
Beaucoup de jeux de rôle incluent de la magie, mais ceux qui suivent en ont fait le pivot de leur univers :
(par ordre alphabétique, liste non exhaustive)
- Ars Magica (jeu de rôle)
- Breath of Fire (série de jeux vidéos)
- Donjons et Dragons (jeu de rôle papier)
- Dragon Age (série de jeux vidéos)
- Earthdawn (jeu de rôle)
- Final Fantasy (série de jeux vidéos)
- Fire Emblem (série de jeux vidéos)
- Forspoken (jeu vidéo)
- Golden Sun (jeu vidéo)
- Harry Potter (série de jeux vidéo)
- Heroes of Might and Magic (série de jeux vidéos)
- Hogwarts Legacy : L'Héritage de Poudlard (jeu vidéo)
- Hurlements (jeu de rôle)
- Le Seigneur des anneaux Online (jeu vidéo)
- Mage : L'Éveil et Mage : L'Ascension (jeu de rôle)
- Magic : L'Assemblée (jeu de cartes)
- Magical Starsign (jeu vidéo)
- Nephilim (jeu de rôle)
- Nobilis (jeu de rôle)
- Shadowrun (jeu de rôle)
- Spellcaster University (jeu vidéo)
- Talislanta (jeu de rôle)
- The Elder Scrolls III: Morrowind (jeu vidéo)
- The Elder Scrolls IV: Oblivion (jeu vidéo)
- The Elder Scrolls V: Skyrim (jeu vidéo)
- The Elder Scrolls Online (jeu vidéo)
- The Legend of Zelda (série de jeux vidéos)
- The Witcher (série de jeux vidéos)
- Unknown Armies (jeu de rôle)
- World of Warcraft (jeu vidéo)

#### Traités de magie
- Papyri Graecae Magicae (PGM, recueil des textes magiques grecs, du IVe siècle av. J.-C. jusqu'au IVe siècle, trad. : Michaël Martin, Les papyrus grecs magiques, Éditions Manuscrit-Université, Histoire, 2002, 284 p.
- Grand papyrus magique no 754 de la Bibliothèque nationale de Paris (PGM IV.297-408) (IVe siècle), trad. du grec : Manuel de magie égyptienne, Paris, Les Belles Lettres, Aux sources de la tradition, 1995, 165 p. En fait partie la Liturgie mithriaque ou Rituel mithraïque
- pseudo-al-Majrîtî (Picatrix), Le but des sages dans la magie (Ghâyat al-hakîm fi'l-sihr) (Picatrix) (vers 1050), trad. de la version latine (1256) : Le Picatrix, Turnhout (Belgique), Brepols, Miroir du Moyen Âge, 2003, 383 p. Extraits en ligne :
- Le grand et le petit Albert (vers 1245-1703 pour le Grand Albert, avec des extraits, effectivement, d'Albert le Grand), trad. du latin, Trajectoire, 1999, 391 p. Extraits en ligne du Grand Albert : . Petit Albert :
- Marsile Ficin, Les trois livres de la vie (1489), trad. du latin, Fayard, Corpus des œuvres de philosophie, 2000, 276 p.
- Henri-Corneille Agrippa de Nettesheim, La philosophie occulte ou la Magie (1510, 1re éd. 1531-1533), livre I, 218 p. : La magie naturelle, livre II, 228 p. : La magie céleste, livre III, 248 p. : La magie cérémonielle, trad. du latin Jean Servier, Paris, Berg International, 1982. Le livre IV est apocryphe et démoniaque : La philosophie occulte, livre quatrième. Les cérémonies magiques (1559), Paris, Éditions traditionnelles, 2000, 80 p.
- Paracelse, De la magie. Étude et textes choisis par Lucien Braun, Strasbourg, Presses Universitaires de Strasbourg, 1998, 147 p.
- Éliphas Lévi, Dogme et Rituel de la haute magie (1854-1861), Histoire de la magie (1859), La clef des grands mystères (1859) : Secrets de la magie, Paris, Robert Laffont, Bouquins, 2000, 1066 p. En ligne :
- Papus, Traité méthodique de magie pratique (posthume, 1924), Saint-Jean-de-Braye, Dangles, 1999, 648 p. En ligne :
- Franz Bardon, Le chemin de la véritable initiation magique (1956) en ligne , La pratique de la magie évocatoire (1956), La clé de la véritable Kabbale (1957), trad. de l'all., Courbevoie, Éditions Alexandre Moryason, 2001

#### Études sur la magie
(par ordre chronologique)
- Jules Garinet, Histoire de la magie en France, (1818).
- Pierre Christian, Histoire de la magie (1870), 666 p.
- Edward B. Tylor, La civilisation primitive (1871), trad. de l'an., Paris, Reinwald, 1876, 2 t.
- Daremberg et Saglio, Dictionnaire des Antiquités grecques et romaines, 1877-1919, article « Magia » Dictionnaire des Antiquités Grecques et Romaines de Daremberg et Saglio
- Marcel Mauss, Esquisse d'une théorie générale de la magie (1902-1903, 1re éd. 1950), in Sociologie et Anthropologie (1902-1934, 1re éd. 1950), Paris, PUF, 2004, p. 1-141
- James George Frazer, Le Rameau d'or (1911-1915), trad. de l'an., Paris, Robert Laffont, « Bouquins », 1981, vol. I : Le roi magicien dans la société primitive (1890). Texte en ligne (en anglais) : Frazer, Sir James George. 1922. The Golden Bough
- Lynn Thorndike, A History of Magic and Experimental Science during the first thirteen centuries of our era (1923-1934), New York, Columbia University Press, 1984, 8 vol. . T 1 : 835 p. ; t. II : 1036 p. ; t. III : 827 p. ; t. IV : 767 p. ; t. V : 695 p. ; t. VI : 766 p. ; t. VII : 695 p. ; t. VIII : 808 p.
- Kurt Seligmann, Le miroir de la magie (1948, The history of magic), trad., Le Club du meilleur livre, 1956.
- Mircea Eliade, Le Chamanisme et les Techniques archaïques de l'extase, 1951
- Claude Lévi-Strauss, Anthropologie structurale (1958), chap. IX : « Le sorcier et sa magie », chap. X : « L'efficacité symbolique », Paris, Pocket, « L'agora », 2003, 480 p.
- François Ribadeau-Dumas, Histoire de la magie (1960 ?), Paris, Pierre Belfond, « Sciences secrètes », 1973, 621 p.
- Claude Lévi-Strauss, La Pensée sauvage, 1962
- Jeanne Favret-Saada, Les mots, la mort, les sorts. La sorcellerie dans le bocage (1977), Paris, Gallimard, « Folio », 1985, 427 p.  (ISBN 978-2070322817)

#### Auteurs
- Henri-Corneille Agrippa de Nettesheim
- Franz Bardon
- Gerald Gardner
- Éliphas Lévi
- Papus

#### Notions
- Analogies et correspondances
- Animisme
- Art divinatoire
- Art notoire
- Chamanisme
- Démonologie
- Divination
- Ésotérisme
- Hermétisme
- Magie blanche
- Magie noire
- Magie sexuelle
- Magie du Chaos (ou Kaos Magick)
- Nécromancie
- Occultisme
- Pensée magique
- Réalisme magique
- Sorcellerie
- Superstition
  - Symbolisme des chiffres
  - Symbolisme des couleurs
  - Symbolisme des lettres
  - Symbolisme des nombres
  - Symbolisme des sons
- Théurgie
- Wicca

#### Techniques / outils
- Tunique de rituels - Coupe de rituels - Chaudron - Baguette magique - Grimoire - Incantation - Invocation - Thérianthropie (généralisation de la lycanthropie)

#### Rapports science / magie
- Épistémologie - Pensée magique - Science - Zététique - Plante magique